# Мрежни адаптер
Мрежни адаптер (енгл. Network card, NIC, network adapter) је део који се брине за комуникацију рачунара преко рачунарске мреже.
Модерне матичне плоче обично на себи имају интегрисан мрежни чип и прикључак, али такође постоје и мрежне картице које се убацују у PCI лежиште. Данас се ређе виђају одвојене мрежне картице, обично се узима додатна картица (уз интегрисану) због могућности прикључивања више мрежних уређаја (нпр. ADSL модем, Ethernet), иако неке матичне плоче долазе и са два чипа, односно прикључка. 
Данас постоје мрежне картице у 10, 100, и 1000 Мбит/с (Гигабит) изведбама, што означава пропусност података коју може да обради једна мрежна картица. 

## Произвођачи
- Cisco
- 3Com
- AMD
- ASIX Electronics
- Broadcom
- Digital Equipment Corporation (DEC)
- Intel
- Marvell Technology Group
- National Semiconductor
- Netgear
- Novell
- Realtek
- VIA Networking